# 林內 (嘉義縣)
林內，是台灣嘉義縣六腳鄉的一個傳統地域名稱，位於該鄉西部。相較於今日行政區，其範圍大致包括崩山村東南端、古林村不含東南端。

## 歷史
台灣清治末期至日治初期，林內地區為一（舊制）街庄，稱為「林內庄」，隸屬於大槺榔西堡。昔日該庄北邊與後崩山庄為鄰，東邊與六腳佃庄為鄰，南邊為更藔庄，西南邊以朴子溪與下蔦松庄為界，西北邊為頂揖仔藔庄。
1901年（日治明治三十四年）11月，全台廢縣廳改設二十廳，該庄隸屬於嘉義廳。1903年（明治三十六年）6月，該庄編入「六腳佃區」，隸屬於嘉義廳。1909年（明治四十二年）10月，合併二十廳為十二廳，六腳佃區仍隸屬於嘉義廳。1920年（大正九年），全台地方制度大改正，廢十二廳改設五州二廳，該庄改制為「林內」大字，隸屬於臺南州東石郡六腳庄（新制街庄）。
戰後六腳庄改制為六腳鄉，隸屬於臺南縣，大字亦改制為村。1950年10月，雲、嘉、南分治，六腳鄉改隸屬於嘉義縣。

## 聚落
本地區發展較早的聚落有口厝藔、過溝、魚藔東、林內，在日治期初期的官方地圖上已有記載。